# هیمیگهوفن
هیمیگهوفن (به آلمانی: Himmighofen) یک شهر در آلمان است که در Verbandsgemeinde Nastätten واقع شده‌است. هیمیگهوفن ۳۴۹ نفر جمعیت دارد.